# John Peter Oleson
John Peter Oleson (* 1946 in Hackensack, USA) ist ein kanadisch-amerikanischer Klassischer Archäologe und Historiker mit dem Spezialgebiet für antiken Technologien. Seine Hauptinteressen sind der römische Nahe Osten sowie die Unterwasserarchäologie mit dem Schwerpunkt auf römische Häfen. Ihn interessieren insbesondere auch antike hydraulische Technologien, Wassertechnologie und römischer Betonbau.
Oleson besuchte von 1960 bis 1964 die Loomis School in Windsor, Connecticut. Im Anschluss studierte er an der Harvard University bei Herbert Bloch (1911–2006) Klassische Philologie und erhielt dort 1967 seinen Bachelor. Im Jahre 1971 erlangte er an derselben Universität im Fachgebiet Klassische Archäologie einen Master-Abschluss und schrieb 1973 seine Dissertation. Zu seinen Lehrern zählten dort George M. A. Hanfmann (1911–1986) und David Gordon Mitten.
Von 1973 bis 1976 unterrichtete er an der Florida State University in Tallahassee. Seit 1976 lehrt er als Professor of Classics an der University of Victoria in Kanada. Zwischen 1970 und 1975 arbeitete Oleson mit der Historikerin und Archäologin Anna Marguerite McCann (1933–2017) an der unerwasserarchäologischen Erforschung der etruskischen und römischen Häfen von Cosa, Pyrgi und Populonia. Von 1980 bis 1985 war er Co-Direktor des Caesarea Ancient Harbour Excavation Projects und 1997 arbeitete er erneut mit  McCann bei der Skerki Bank Deep Water Shipwreck Survey zusammen, die unter der Leitung des Ozeanographen und Unterwasserarchäologen Robert Ballard stand.
Daneben fand Oleson in der Erforschung der antiken Garnisonsstadt Hauara, heute El-Humayma in Südjordanien, eine neue Wirkungsstätte. Von 1986 bis 2007 leitete er dort die Untersuchungen und Ausgrabungen dieser nabatäischen, römischen und frühislamischen Fundstätte in der Hisma-Wüste. Seine Nachfolge trat 2008 mit der Klassischen Archäologin M. Barbara Reeves eine langjährige Projektmitarbeiterin an.
Seit 2001 ist er gemeinsam mit Christopher J. Brandon und Robert L. Hohlfelder Leiter der Roman Maritime Concrete Study.
Als Autor verfasste er mehrere Bücher über seine Entdeckungen.
2010 erhielt er die Pierre Chauveau Medal.

## Veröffentlichungen (Auswahl)
- Sources of Innovation in Later Etruscan Tomb Design. Giorgio Bretschneider Editore, Rom 1982, ISBN 88-85007-67-8.
- Greek and Roman Mechanical Water-Lifting Devices. The History of a Technology (= Phoenix. Supplementary Volume 16). University of Toronto Press, Toronto 1984, ISBN 0-8020-5597-4.
- Bronze Age, Greek and Roman Technology: A Select, Annotated Bibliography. Garland Publishing, New York 1986, ISBN 0-8240-8677-5.
- The Roman Port and Fishery of Cosa. Princeton University Press, Princeton 1987, ISBN 0-691-03581-4.
- The Harbours of Caesarea Maritima. Vol. 1: The Site and the Excavations (= British Archaeological Reports. International Series. Supplement 491). British Archaeological Reports, Oxford 1989, ISBN 0-86054-628-4.
- The Harbours of Caesarea Maritima. Vol. 2: The Finds and the Ship (= British Archaeological Reports. International Series. Supplement 594). British Archaeological Reports, Oxford 1994, ISBN 0-86054-768-X.
- Greek and Roman Technology: A Sourcebook. Routledge, London 1997, ISBN 0-415-06136-9.
- Deep-Water Shipwrecks off Skerki Bank: The 1997 Survey (= Journal of Roman Archaeology. Supplement 58). Journal of Roman Archaeology, Portsmouth (RI) 2004, ISBN 1-887829-58-X.
- als Herausgeber: Handbook of Engineering and Technology in the Classical World. Oxford University Press, New York 2008, ISBN 978-0-19-973485-6.
- Humayma Excavation Project 1: Resources, History and the Water-Supply System (= ASOR Archaeological Reports. Band 15). American Schools of Oriental Research, Boston 2010, ISBN 978-0-89757-083-1.